# 3,4-дуопризма
| Однородные 3,4-дуопризмы Диаграммы Шлегеля | Однородные 3,4-дуопризмы Диаграммы Шлегеля                                              |
| ------------------------------------------ | --------------------------------------------------------------------------------------- |
| Тип                                        | Призматический однородный 4-мерный многогранник                                         |
| Символ Шлефли                              | {\displaystyle \{3\}\times \{4\}}                                                       |
| Диаграмма Коксетера — Дынкина              | node_1 · 3 · node · 2 · node_1 · 4 · node · node_1 · 3 · node · 2 · node_1 · 2 · node_1 |
| Ячеек                                      | 3 квадратных призмы, 4 треугольные призмы                                               |
| Граней                                     | 15 квадратов, 4 треугольника                                                            |
| Рёбер                                      | 24                                                                                      |
| Вершин                                     | 12                                                                                      |
| Вершинная фигура                           | Дигональный дисфеноид                                                                   |
| Симметрия                                  | [3,2,4], порядок 48                                                                     |
| Двойственный многогранник                  | 3,4-дуопирамида                                                                         |
| Свойства                                   | выпуклый, вершинно транзитивен                                                          |

3,4-дуопризма — вторая из наименьших {\displaystyle (p,q)}-дуопризм, четырёхмерный многогранник, получающийся в результате прямого произведения треугольника и квадрата. Существует в некоторых однородных 5-многогранниках в семействе B5.

## Изображения
| Развёртка | 3D-проекция с 3 различными вращениями |

## Связанные комплексные многогранники

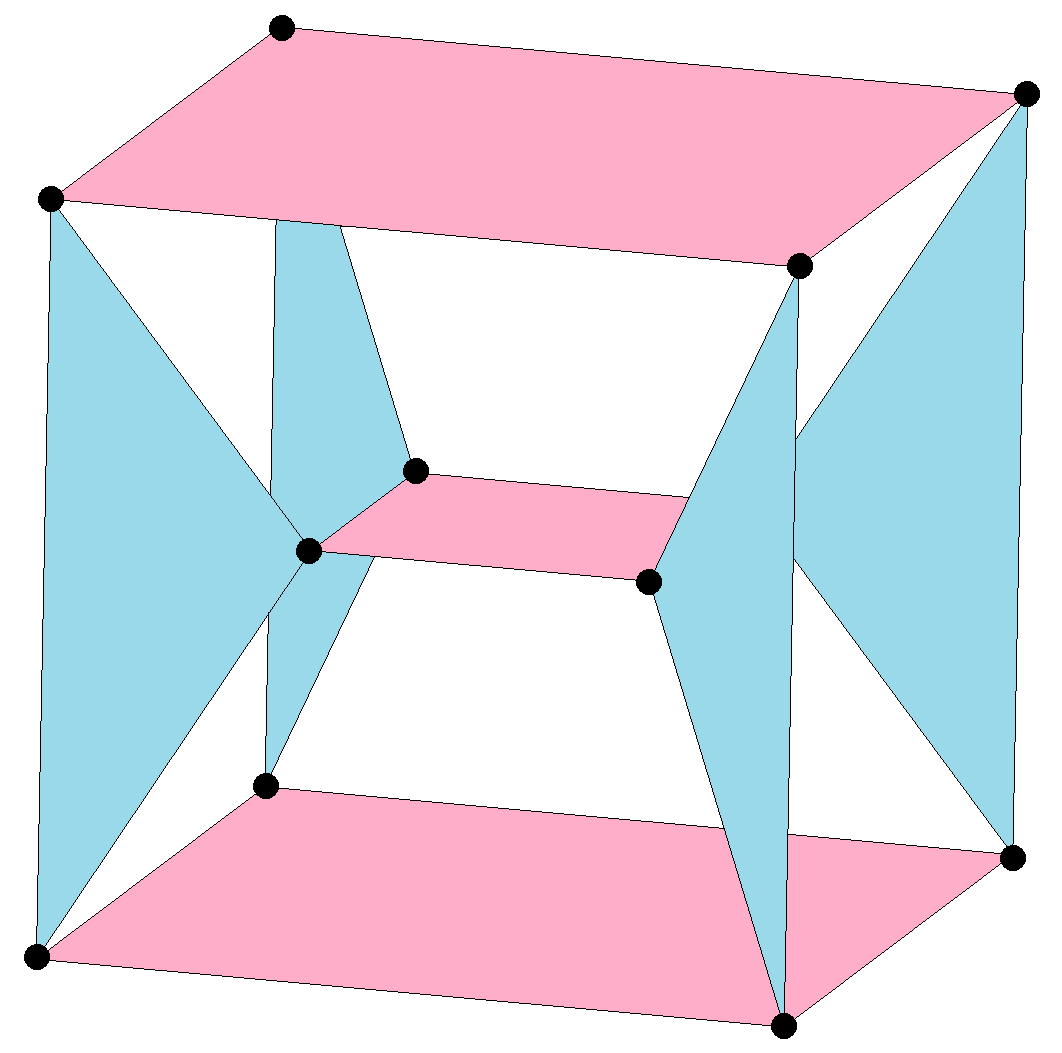
Стереографическая проекция комплексного многогранника, имеет 12 вершин и 7 3-рёбер, показанных на рисунке в виде 4 красных треугольных 3-ребра и 3 синих квадратных 4-ребра.

Квазиправильный комплексный многогранник {\displaystyle _{3}\{\}\times _{4}\{\}}, , в пространстве {\displaystyle \mathbb {C} ^{2}} имеет вещественное представление как 3,4-дуопризма в четырёхмерном пространстве. Он имеет 12 вершин и 4 3-ребра и 3 4-ребра. Его симметрия равна {\displaystyle _{3}[2]_{4}}, порядок симметрии 12.

## Связанные многогранники
Биспрямлённый 5-куб,  имеет однородную 3,4-дуопризму в качестве вершинной фигуре:

### 3,4-дуопирамида
| 3,4-дуопирамида               | 3,4-дуопирамида                                                                                 |
| ----------------------------- | ----------------------------------------------------------------------------------------------- |
| Тип                           | Дуопирамида                                                                                     |
| Символ Шлефли                 | {3}+{4}                                                                                         |
| Диаграмма Коксетера — Дынкина | node_f1 · 3 · node · 2x · node_f1 · 4 · node · node_f1 · 3 · node · 2x · node_f1 · 2x · node_f1 |
| Ячеек                         | 12 Дигональный дисфеноид                                                                        |
| Гранией                       | 24 равнобедренных треугольника                                                                  |
| Рёбер                         | 19 (12+3+4)                                                                                     |
| Вершин                        | 7 (3+4)                                                                                         |
| Симметрия                     | [3,2,4], порядок 48                                                                             |
| Двойственный многогранник     | 3,4-дуопризма                                                                                   |
| Свойства                      | выпуклый, гране транзитивный                                                                    |

Двойственный многогранник 3,4-дуопризмы называется 3,4-дуопирамидой. Он имеет 12 ячеек в виде дигонального дисфеноида, 24 грани в виде равнобедренных граней, 12 рёбер и 7 вершин.
| Ортогональная проекция | Вершинно-центрированная перспектива |